# Liste der Kulturgüter in Moudon
Die Liste der Kulturgüter in Moudon enthält alle Objekte in der Gemeinde Moudon im Kanton Waadt, die gemäss der Haager Konvention zum Schutz von Kulturgut bei bewaffneten Konflikten, dem Bundesgesetz vom 20. Juni 2014 über den Schutz der Kulturgüter bei bewaffneten Konflikten sowie der Verordnung vom 29. Oktober 2014 über den Schutz der Kulturgüter bei bewaffneten Konflikten unter Schutz stehen.
Objekte der Kategorien A und B sind vollständig in der Liste enthalten, Objekte der Kategorie C fehlen zurzeit (Stand: 1. Januar 2023).

## Kulturgüter
| Foto |                                                                                             | Objekt | Kat. | Typ | Standort                                    | Beschreibung                                                              |
| ---- | ------------------------------------------------------------------------------------------- | --- | ---- | --- | ------------------------------------------- | ------------------------------------------------------------------------- |
| ja   | Datei hochladen · Wikidata zu Reformierte Kirche Saint-Étienne (Q3586127)                   | Reformierte Kirche Saint-Étienne / Église réformée Saint-Etienne KGS-Nr.: 06301 | A    | G   | Place Saint-Étienne 3 551055 / 168750       |                                                                           |
| ja   | Datei hochladen · Wikidata zu Herrenhaus Rochefort (Q3280271)                               | Herrenhaus Rochefort / Maison seigneuriale de Rochefort KGS-Nr.: 06311 | A    | G   | Rue du Château 50 550593 / 168903           |                                                                           |
| ja   | Datei hochladen · Wikidata zu Moses-Brunnen (Q3076154)                                      | Moses-Brunnen / Fontaine de Moïse KGS-Nr.: 06313 | A    | K   | Rue du Château 550585 / 168890              |                                                                           |
| ja   | Datei hochladen · Wikidata zu Rathaus (Q3146002)                                            | Rathaus / Hôtel de Ville KGS-Nr.: 06318 | A    | G   | Place de l’Hôtel-de-Ville 1 550922 / 168827 |                                                                           |
| ja   | Datei hochladen · Wikidata zu Tour de Layaz (Q3533590)                                      | Tour de la Broye KGS-Nr.: 06329 | A    | G   | Rue du Château 550798 / 168908              |                                                                           |
| ja   | Datei hochladen · Wikidata zu Maison Loys de Villardin (Q3278859)                           | Maison Loys de Villardin mit Anbau / Maison Loys de Villardin avec annexe KGS-Nr.: 09098 | A    | G   | Rue Grenade 34 551070 / 168888              |                                                                           |
| ja   | Datei hochladen · Wikidata zu Maison des États de Vaud (Q3279962)                           | Maison des États de Vaud KGS-Nr.: 09106 | A    | G   | Rue du Château 15 550761 / 168885           |                                                                           |
| ja   | Datei hochladen · Wikidata zu Maison d'Arnay (Q3279175)                                     | Maison d’Arnay KGS-Nr.: 09114 | A    | G   | Rue du Château 34 550719 / 168919           |                                                                           |
| ja   | Datei hochladen · Wikidata zu Ehemaliger Kornspeicher (Q3280270)                            | Ehemaliger Kornspeicher / Ancien grenier KGS-Nr.: 10342 | A    | G   | Rue du Château 21 550704 / 168888           |                                                                           |
| ja   | Datei hochladen · Wikidata zu Maison Tacheron (Q3279012)                                    | Maison Tacheron KGS-Nr.: 11681 | A    | G   | Grand-Rue 8 550893 / 168851                 |                                                                           |
| ja   | Datei hochladen · Wikidata zu Alter Stand (Schützenhaus) (Q29891237)                        | Ehemaliger Schützenstand (Schützenhaus) / Ancien stand (maison du tirage) KGS-Nr.: 06304 | B    | G   | Route de Siviriez 1.1 551300 / 168671       |                                                                           |
| ja   | Datei hochladen · Wikidata zu Ehemaliges Rathaus, später Postamt (Q29891243)                | Ehemaliges Rathaus, später Postamt / Ancien Hôtel de ville puis Hôtel de la poste KGS-Nr.: 06305 | B    | G   | Place de l’Hôtel-de-Ville 3 550934 / 168795 |                                                                           |
| ja   | Datei hochladen · Wikidata zu Haus (Q29891273)                                              | Haus / Maison KGS-Nr.: 06307 | B    | G   | Grand-Rue 7 550881 / 168828                 |                                                                           |
| ja   | Datei hochladen · Wikidata zu Château de Billens (Q29891246)                                | Schloss Billens / Château de Billens KGS-Nr.: 06309 | B    | G   | Avenue Eugène-Burnand 4 550587 / 168856     |                                                                           |
| ja   | Datei hochladen · Wikidata zu Château de Carrouge (Q29891248)                               | Schloss Carrouge mit altem Turm und Springbrunnen / Château de Carrouge avec ancienne tour et fontaine KGS-Nr.: 06310                                                                                | B    | G   | Rue du Château 47 550526 / 168817           |                                                                           |
| ja   | Datei hochladen · Wikidata zu Fontaine de la Justice, Moudon (Q29891252)                    | Gerechtigkeitsbrunnen / Fontaine de la Justice KGS-Nr.: 06312 | B    | K   | Grand-Rue 550848 / 168873                   |                                                                           |
| ja   | Datei hochladen · Wikidata zu Bahnhof Moudon (Q15964186)                                    | Bahnhof Moudon / Gare de Moudon KGS-Nr.: 06314 | B    | G   | Place de la Gare 2 551316 / 168737          |                                                                           |
| ja   | Datei hochladen · Wikidata zu Kantonale Landwirtschaftsschule (Q29891258)                   | Kantonale Landwirtschaftsschule / École cantonale d’agriculture KGS-Nr.: 06315 | B    | G   | Grange-Verney 6 551792 / 170033             |                                                                           |
| BW   | Datei hochladen · Wikidata zu (Q29891260)                                                   | Landhaus Gréchon / Maison de campagne de Gréchon KGS-Nr.: 06316 | B    | G   | Route de Gréchon 551091 / 169658            |                                                                           |
| ja   | Datei hochladen · Wikidata zu Grenier bernois, Moudon (Q29891262)                           | Ancien grenier à blé et arsenal / Ancien grenier à blé et arsénal KGS-Nr.: 06317 | B    | G   | Place Saint-Étienne 5 551075 / 168775       |                                                                           |
| ja   | Datei hochladen · Wikidata zu Landhaus La Clergère mit Springbrunnen und Garten (Q29891264) | Landhaus La Clergère mit Springbrunnen und Garten / Maison de campagne de La Clergère avec fontaine et jardin KGS-Nr.: 06319                                                                         | B    | G   | La Clergère 1 553514 / 170562               |                                                                           |
| ja   | Datei hochladen · Wikidata zu La Grenette, Moudon (Q29891266)                               | La Grenette KGS-Nr.: 06320 | B    | G   | Grand-Rue 12 550878 / 168869                |                                                                           |
| BW   | Datei hochladen · Wikidata zu (Q29891267)                                                   | Landhaus La Rochette mit zwei Pavillons, Dependance, Pförtnerhaus und Springbrunnen / Maison de campagne de La Rochette avec deux pavillons, dépendance, loge du portier et fontaines KGS-Nr.: 06321 | B    | G   | La Rochette 1 549837 / 168721               |                                                                           |
| ja   | Datei hochladen · Wikidata zu Alte Brücke über die Bressonnaz (Q29891270)                   | Brücke über der Carrouge / Pont sur la Carrouge KGS-Nr.: 06322 | B    | G   | Bressonnaz-Dessous 550403 / 166807          | Objekt liegt hälftig auf dem Gemeindegebiet von Vulliens (KGS-Nr. 17459). |
| ja   | Datei hochladen · Wikidata zu Maison de Denezy (Q29891280)                                  | Maison Denezy KGS-Nr.: 06325 | B    | G   | Rue du Château 48 550610 / 168916           |                                                                           |
| ja   | Datei hochladen · Wikidata zu Haus (Q29891272)                                              | Haus / Maison KGS-Nr.: 06328 | B    | G   | Rue du Château 8 550810 / 168866            |                                                                           |
| BW   | Datei hochladen · Wikidata zu Museum Eugène Burnand (Q27485218)                             | Musée Eugène Burnand KGS-Nr.: 08743 | B    | S   | Rue du Château 48 550619 / 168913           |                                                                           |
| ja   | Datei hochladen · Wikidata zu Musée du Vieux-Moudon (Q27485214)                             | Musée du Vieux-Moudon KGS-Nr.: 08762 | B    | S   | Rue du Château 50 550596 / 168900           |                                                                           |
| ja   | Datei hochladen · Wikidata zu Haus Clavel (Q29891282)                                       | Haus Clavel / Maison Clavel KGS-Nr.: 09123 | B    | G   | Rue Grenade 10 550973 / 168819              |                                                                           |
| ja   | Datei hochladen · Wikidata zu Ehemaliges Gasthaus Le Grand Cerf (Q29891240)                 | Ehemaliges Gasthaus Le Grand Cerf / Ancienne auberge du Grand Cerf KGS-Nr.: 10343 | B    | G   | Rue Grenade 12 550995 / 168819              |                                                                           |
| ja   | Datei hochladen · Wikidata zu Pfarrhaus (Q29891250)                                         | Pfarrhaus / Cure KGS-Nr.: 11650 | B    | G   | Rue Grenade 32 551057 / 168875              |                                                                           |
| ja   | Datei hochladen · Wikidata zu Ehemaliges Bürgerspital (Q29891235)                           | Ehemaliges Bürgerspital / Ancien hôpital bourgeoisial KGS-Nr.: 14687 | B    | G   | Rue Mauborget 6 550900 / 168726             |                                                                           |
| BW   | Datei hochladen · Wikidata zu Gemeindearchiv Moudon (Q27485210)                             | Gemeindearchiv / Archives communales KGS-Nr.: 14688 | B    | S   | Grand-Rue 26 550871 / 168916                |                                                                           |
| ja   | Datei hochladen · Wikidata zu house (Q29891278)                                             | Haus / Maison KGS-Nr.: 14689 | B    | G   | Rue Grenade 14 551013 / 168827              |                                                                           |
| ja   | Datei hochladen · Wikidata zu Waadtländer Stiftung des schulischen Kulturerbes (Q27485212)  | Waadtländer Stiftung des schulischen Kulturerbes / Fondation vaudoise du patrimoine scolaire KGS-Nr.: 14692                                                                                          | B    | S   | Avenue de Bussy 6 551033 / 169087           |                                                                           |